# Index des estampes de Brueghel l'Ancien

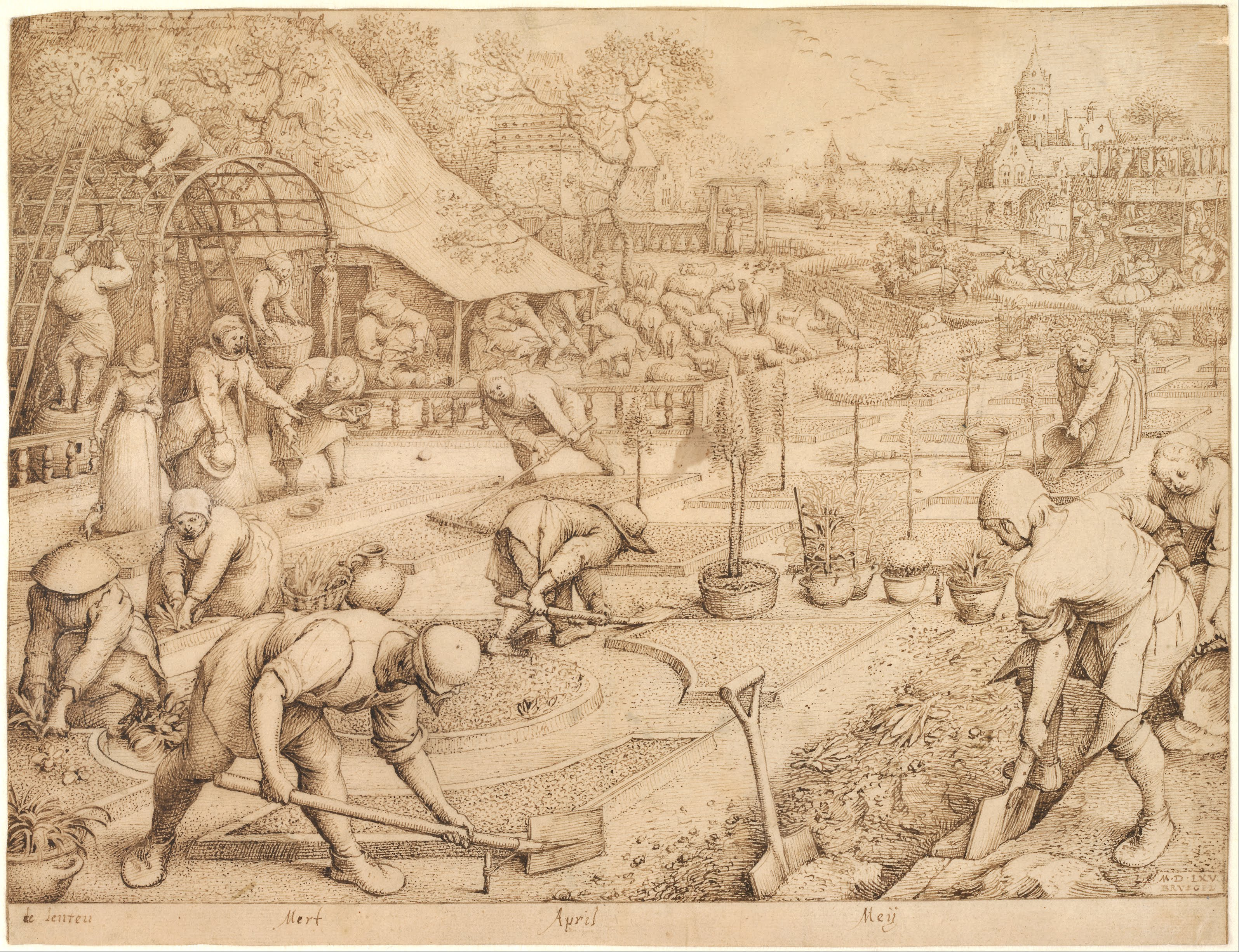
Le Printemps, 1565

Deux grands spécialistes se sont penchés successivement sur les estampes de Pieter Bruegel (ou Brueghel) l'Ancien. René Van Bastelaer et Louis Lebeer, tous deux conservateur honoraire du Cabinet des Estampes de la Bibliothèque royale Albert Ier à Bruxelles.
Une table de concordance existe entre les deux catalogues.

## Catalogue des estampes de Bruegel l'Ancien
Le Catalogue des estampes de Pieter Brueghel l'Ancien qui suit (Bruxelles 1969-1991), a été établi sur des bases et selon des conceptions différentes de celles adoptées par René van Bastelaer (1908) pour son ouvrage de pionnier : Les estampes de Peter Bruegel l'ancien.
Les estampes gravées d'après des œuvres que Bruegel l'Ancien ne prépara pas à cet effet et celles exécutées après sa mort dont les dessins restent contestables ou inconnus, ont été cataloguées et commentées à la suite des autres à partir du n° 81.
Le Cabinet des estampes de la Bibliothèque royale Albert Ier à Bruxelles possède au moins un exemplaire de toutes les estampes, à l'exception des numéros 65, 69, 73, 76 et 79 (en 1969).
Le cas échéant, le(s) nom(s) du(des) graveur(s) ayant travaillé sur le dessin figure(nt) après le titre de celui-ci.

### De 1 à 12: Suite de douze paysages
- 1 Prospectus Tyburinus (Vue de Tibur) - Jérôme Cock - Daumont - Joris Hoefnagel - Gio-Jacomo de Rossi - Egidius Sadeler - Marc Sadeler
- 2 S. Hieronymus in Deserto (Saint Jérôme au Désert) - Jérôme Cock - Rembrandt
- 3 Magdalena poenitens (Madeleine pénitente) - Jérôme Cock
- 4 Paysage alpestre traversé par une vallée profonde - Jérôme Cock
- 5 Insidiosus auceps (L'Oiseleur perfide) - Jérôme Cock - Lucas Vosterman
- 6 Plaustrum belgicum (Le Chariot belge) - Jérôme Cock
- 7 Sollicitudo Rustica (Souci rustique) - Jérôme Cock - C. Dankertz
- 8 Nundidae Rusticorum (Marché rustique) - Jérôme Cock - Frans FIoris - Frans II Francken - Joris Hoefnagel
- 9 Euntes in Emmaüs (Les Pèlerins d'Emmaüs) - Jérôme Cock - Joris Hoefnagel
- 10 Fuga deiparae in Aegypyum (La Fuite en Égypte) - Hans Bol - Jérôme Cock
- 11 Pagus nemorosus (Site boisé) - Jérôme Cock - Clément de Jonghe
- 12 Milites requiesquens (Soldats au repos) - Jérôme Cock - Pieter van der Borcht

### De 13 à 17
- 13 Grand paysage alpestre - Jérôme Cock
- 14 La Tentation de Saint-Antoine - Jérôme Bosch - Jérôme Cock - Théodore de Bry - Pieter Van der Heyden
- 15 La Patience - Jérôme Bosch - Jérôme Cock - Pieter Van der Heyden

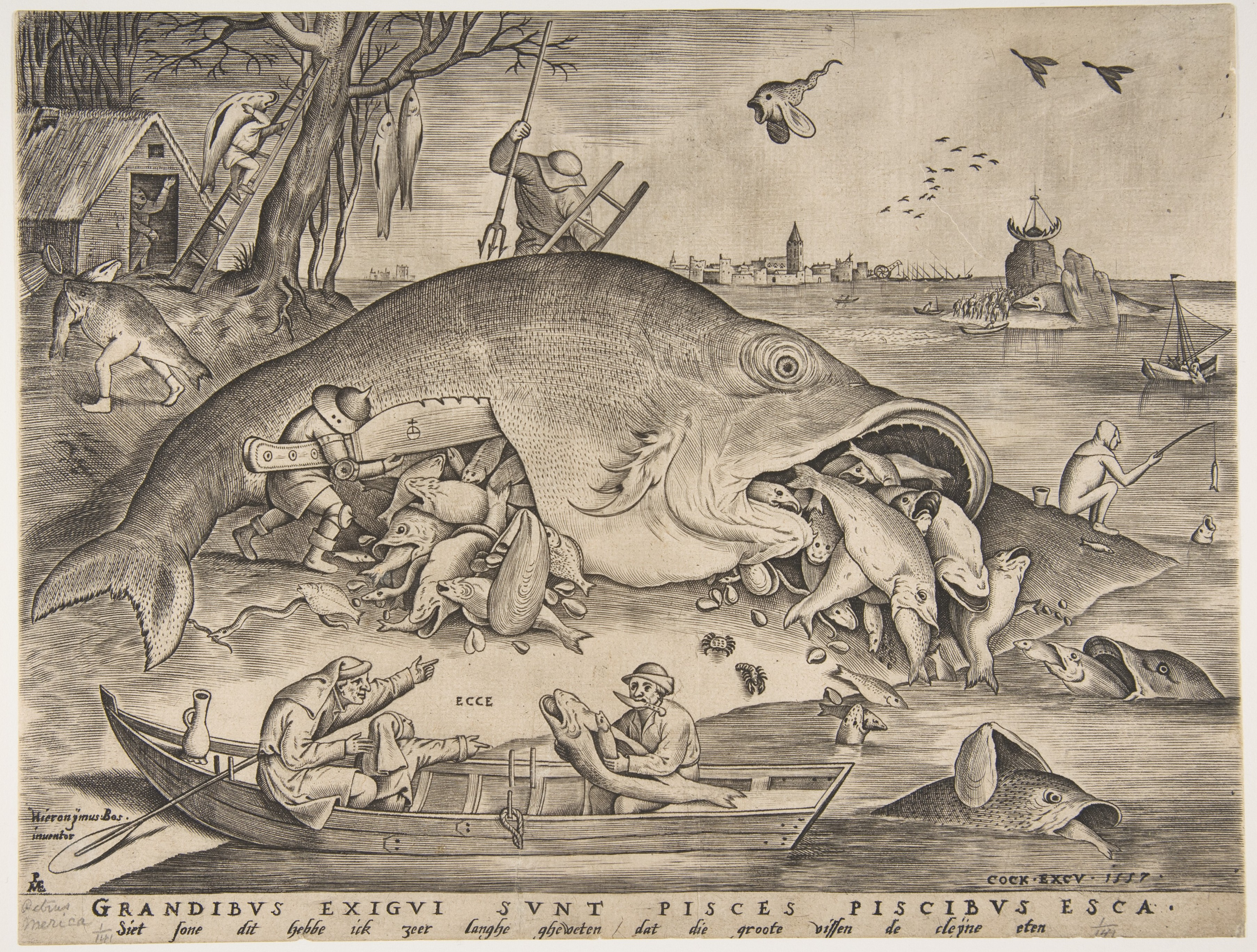
Les grands poissons mangent les petits

- 16 Les grands poissons mangent les petits - Jérôme Bosch - Jérôme Cock - Jean Galle - Hendrick Hondius[Lequel ?] - Pieter Van der Heyden - Piscator Visscher Jansz Claes
- 17 L'Âne à l'école - Jérôme Cock - Théodore de Bry - Hendrick Hondius[Lequel ?] - Jean Turpin - Pieter van der Borcht - Pieter Van der Heyden - Dirk Vellert - J. Verbeek

### De 18 à 24:Les Péchés capitaux
- 18 La Colère - Jérôme Cock - Pieter Van der Heyden
- 19 La Paresse - Jérôme Cock - Pieter Van der Heyden
- 20 L'Orgueil - Jérôme Cock - Pieter Van der Heyden
- 21 L'Avarice - Jérôme Cock - Pieter Van der Heyden
- 22 La Gourmandise - Jérôme Cock - Pieter Van der Heyden
- 23 L'Envie - Jérôme Cock - Pieter Van der Heyden
- 24 La Luxure - Jérôme Cock - Pieter Van der Heyden

### De 25 à 30
- 25 Le Jugement dernier - Jérôme Bosch - Jérôme Cock - Alaert Du Hameel - Pieter Van der Heyden
- 26 Elck ou Un chacun - Jérôme Cock - Théodore de Bry - Jean Galle - Pieter Van der Heyden - Maarten van Heemskerck - Hans Weiditz
- 27 L'Alchimiste - Jérôme Cock - Philippe Galle - Théodore Galle - Piscator Visscher Jansz Claes
- 28 Sorcière à Malleghem - Jérôme Cock - Théodore de Bry - Théodore Galle - Pieter Van der Heyden
- 29 La Fête des fous - Hans Sebald Beham - Jérôme Cock - Adrien Collaert - Albrecht Dürer - Frans Huys - Joris Hoefnagel - Corneille Metsys - Pieter Van der Heyden
- 30 La Kermesse d'Hoboken - Barthélémy de Mompere - Jean Galle - Frans Huys - Franz Hogenberg - Suzanne Verbruggen

### De 31 à 37: Suite desSept Vertus
- 31 La Foi - Jérôme Cock - Philippe Galle
- 32 L'Espérance - Jérôme Cock - Philippe Galle - Henri Vogtherr
- 33 La Charité - Jérôme Cock - Philippe Galle
- 34 La Justice - Philippe Galle
- 35 La Prudence - Jérôme Cock - Philippe Galle
- 36 La Force - Jérôme Cock - Philippe Galle
- 37 La Tempérance - Dirck Volkertszoon Coornhert - Philippe Galle

### De 38 à 40
- 38 La Descente de Jésus aux limbes - Jérôme Cock - Albrecht Dürer - Pieter Van der Heyden
- 39 La Parabole des vierges sages et des vierges folles - Jérôme Cock - Philippe Galle
- 40 Combat naval dans le détroit de Messine - Harman Adolffz - Jérôme Cock - Frans Huys - Paul de la Houve - Joris Hoefnagel - Nicolas-Jean Visscher - Johannes Wierix - Jérôme Wierix

### De 41 à 50: Suite deVaisseaux de mer
- 41 Navire à trois mâts marchand hollandais - Frans Huys
- 42 Navire à quatre mâts armé, naviguant vers un port - Jérôme Cock - Frans Huys
- 43 Navire à trois mâts armé en pleine mer, accompagné d'un brigantin - Jérôme Cock - Frans Huys
- 44 Navire à trois mâts armé avec quatre hunes et deux voiles de perroquet - Théodore Galle - Frans Huys
- 45 Navire à quatre mâts, prenant le large - Frans Huys
- 46 Navire à trois mâts armé, à l'ancre près d'une ville - Frans Huys
- 47 Navire à quatre mâts (à gauche) et deux navires à trois mâts armés, à l'ancre près d'une ville fortifiée avec phare - Théodore Galle - Frans Huys
- 48 Deux maronnes à quatre mâts dans un grain se levant - Jérôme Cock - Frans Huys
- 49 Deux galères naviguant derrière un navire à trois mâts armés - Frans Huys
- 50 Une flotte de galère accompagnée d'un navire armé - L. Cornelij - Théodore Galle - Frans Huys

### De 51 à 64
- 51 Scène de patinage devant la porte Saint-Georges à Anvers - Ferando Bertelis - Jérôme Cock - Jean Galle - Philippe Galle - Théodore Galle - Frans Huys - Pieter Van der Heyden
- 52 La Kermesse de la Saint-Georges - P. Bertrand - Jérôme Cock - Paul de la Houve
- 53 Le Mercier pillé par les singes - Herri Met de Bles - Jérôme Cock - Théodore de Bry - Gallays - Jean Galle - Théodore Galle - Hans Holbein - Langlois - Parmaq - Jean Turpin - Pieter Van der Heyden - Piscator Visscher Jansz Claes
- 54 Le Combat des tirelires et des coffres-forts - Jérôme Cock - Jean Galle - Pieter Van der Heyden
- 55 La Cuisine maigre - Théodore de Bry - Maarten de Vos - Jean Galle - Théodore Galle - Hendrick Hondius[Lequel ?] - Jean Liefninck - Rombout Van den Hoeye - Pieter Van der Heyden - Nicolas-Jean Visscher - J-B. Vrints
- 56 La Cuisine grasse - H. Allarét - Jérôme Bosch - Jérôme Cock - Théodore de Bry - Jean Galle - Hendrick Hondius[Lequel ?] - Jean Liefninck - Rombout Van den Hoeye - Pieter Van der Heyden - J. B. Van Thienen - Nicolas-Jean Visscher
- 57 Saint-Jaques et le magicien Hermogène - Jérôme Cock - Pieter Van der Heyden
- 58 La Chute du magicien - Jérôme Cock - Théodore de Bry - Jean Galle - Pieter Van der Heyden
- 59 La Parabole du bon pasteur - Jean Galle - Philippe Galle - Théodore Galle
- 60 La Mascarade d'Ourson et de Valentin
- 61 Danse de noce rustique - Jérôme Cock - Adrien Collaert - Jean Galle - Pieter Van der Heyden
- 62 La Chasse au lapin sauvage - Jérôme Cock
- 63 Luilekkerland  ou le  Pays de Cocagne  - Pieter Balten - Jacou Clusar - Jérôme Cock - Jean Galle - Pieter Van der Heyden
- 64 L' Ivrogne poussé dans la bauge aux pourceaux - Martin Petri - Piscator Visscher Jansz Claes - Johannes Wierix

### De 65 à 76: Suite deDouze proverbes flamands
- 65 La Femme querelleuse - Théodore de Bry
- 66 L'Homme au sac d'écus et ses flatteurs - Théodore de Bry
- 67 Le Misanthrope volé par le monde - Théodore de Bry
- 68 La Musique du riche est toujours agréable, même si elle est jouée sur une mâchoire d'animal - Théodore de Bry
- 69 Tout mercier vante sa marchandise - Théodore de Bry
- 70 On mendie en vain à la porte du sourd - Théodore de Bry
- 71 L'Archer prodigue de ses flèches - Théodore de Bry
- 72 Deux aveugles qui se conduisent l'un l'autre et qui tombent dans un fossé - Pieter Van der Heyden - Johannes Wierix
- 73 Un fou couvant un grand œuf vide
- 74 Le Mercier sans soin / Le Mercier trompeur
- 75 Le Foin courant après le cheval - Théodore de Bry
- 76 L' Égoïste se chauffant à une maison en feu - Théodore de Bry

### De 77 à 80
- 77 Le Printemps - Hans Bol - Jérôme Cock - Hans Vredeman de Vries - Hendrick Hondius[Lequel ?] - P. Junior Schenk - Pieter Van der Heyden - Piscator Visscher Jansz Claes
- 78 L'Été - Hans Bol - Jérôme Cock - Hendrick Hondius[Lequel ?] - Michel Ange
- 79 Les Noces de Morpsus et Nisa - Jérôme Cock - Maarten van Heemskerck
- 80 Les Noces de Morpsus et de Nisa - Jérôme Cock - Martin Van den Enden - Pieter Van der Heyden - C. Van Thienen - Piscator Visscher Jansz Claes

## Estampes complémentaires
- 81 Paysage traversé par un fleuve et animé d'un enlèvement de psyché par mercure - Corneille Cort - Hendrick Hondius[Lequel ?] - Joris Hoefnagel
- 82 Paysage traversé par un fleuve animé de la chute d'Icare - Hendrick Hondius[Lequel ?] - Joris Hoefnagel
- 83 Le Doyen de Renaix
- 84 La Résurrection  du Christ - Jérôme Cock - Albrecht Dürer - Philippe Galle - Jan Houwens - Frans Huys
- 85 Jésus et les Disciples sur le chemin d'Emmaüs - Pieter Brueghel le Jeune - Jérôme Cock - Philippe Galle
- 86 La Mort de la Vierge - Philippe Galle
- 87 Le Triomphe du temps ou de Saturne - Pieter Brueghel le Jeune - Jean Galle - Philippe Galle - Théodore Galle
- 88 Jésus et la Femme adultère - Pieter Coecke van Aelst - Pierre de Jode - Pierre Perret - Raphael - A. Réveil - Piscator Visscher Jansz Claes
- 89 Rixe de paysans - Adriaen Brouwer - Jan Brueghel l'Ancien - Wenceslas Hollar - F. A. Reuter - Pierre Paul Rubens - Lucas Vosterman
- 90 Le Bâilleur - Pieter Brueghel le Jeune - Pierre Paul Rubens - Lucas Vosterman

### 91 à 93 -Le Pèlerinage des épileptiques à Molenbeek Saint-Jean
- 91 Deux joueurs de cornemuse avançant vers la droite - Adriaen Brouwer - Hendrick Hondius[Lequel ?]
- 92 Deux groupes de paysans allant vers la droite - Frédéric de Widt - Hendrick Hondius[Lequel ?]
- 93 Deux groupes de paysans s'avançant vers la gauche - Pieter Brueghel le Jeune - Hendrick Hondius[Lequel ?]

### De 94 à 95
- 94 Deux fous de carnaval - Hendrick Hondius[Lequel ?]
- 95 Trois fous de carnaval jouant avec leur marotte - Hendrick Hondius[Lequel ?]

## Estampes rejetées
- 96 Paysages de montagnes
- 97 Suites de petits paysages brabançons et campinois
- 98 Suite de têtes de paysans et paysannes d'expression diverses